# Groombridge 1830

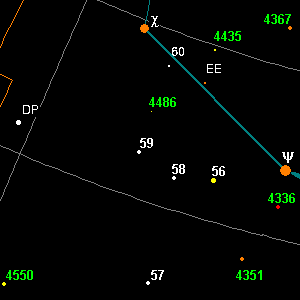
Poziția stelei HR 4550 (= Groombridge 1830; marginea din stânga jos) în raport cu Chi UMa și Psi UMa. Număr verde: Număr în Catalogul stelelor strălucitoare (HR ....) Număr alb: Număr Flamsteed. Litera dublă: Stea variabilă. Litera greacă: Identificator Bayer

Groombridge 1830, cunoscută și cu denumirea Steaua lui Argelander sau HR 4450, este o stea din constelația Ursa Mare, situată la 29,9 ani-lumină distanță de Soare.
Este o stea subpitică galben-portocalie de tip G8 catalogată de Stephen Groombridge în anii 1830. Mișcarea sa proprie ridicată a fost observată de Friedrich Wilhelm Argelander în 1842.
Groombridge 1830, cu o magnitudine absolută aproape egală cu magnitudinea sa aparentă de 6,4, se află aproape de limita vizibilității cu ochiul liber în condiții ideale. Are o metalicitate redusă și se crede că este o stea cu supererupții stelare (în engleză superflare star). Este o stea din halou; astfel de stele reprezintă doar 0,1-0,2% din stelele vecine cu Soarele.
O vreme suspectată a fi o stea binară cu o perioadă de 175 de zile, în prezent se consideră că este singură.
Când a fost descoperită, avea cea mai mare mișcare proprie dintre toate stelele cunoscute, depășind 61 Cygni în acest aspect. Ulterior, a coborât pe locul al doilea după descoperirea stelei lui Kapteyn, apoi pe locul al treilea după descoperirea stelei lui Barnard. Cu toate acestea, se află la o distanță mult mai mare, față de Soare, decât celelalte două stele amintite, ceea ce înseamnă că viteza sa transversală este mai mare.
În realitate, Soarele urmează mișcarea de rotație a Galaxiei, rotindu-se în jurul centrului Căii Lactee; stelele din halou, precum Groombridge 1830, nu urmează rotația galactică și, prin urmare, sunt „imobile” și par să se deplaseze în „direcție retrogradă” cu viteză mare.